# Giuseppe Fusco
Giuseppe Fusco (Formicola, 1º gennaio 1885 – Santa Maria Capua Vetere, 10 giugno 1957) è stato un avvocato e politico italiano.

## Biografia
Specialista del diritto penale e giornalista, nel primo dopoguerra fu eletto consigliere comunale a Santa Maria Capua Vetere (1921-1923).
Durante la XXVII legislatura del Regno d'Italia venne eletto deputato, subentrando a Giovanni Amendola, deceduto a Cannes il 7 aprile 1926 a causa dei postumi di un'aggressione fascista, ma non entrò mai in carica.
Alla fine della II guerra mondiale partecipò al processo di ricostituzione del Partito Liberale, di cui divenne componente della direzione centrale e dal quale fu nominato consultore nazionale. Nel 1946 fu eletto all'Assemblea Costituente nella circoscrizione elettorale di Napoli-Caserta, all'interno del cartello elettorale dell'Unione Democratica Nazionale. Nel 1948 fu eletto al Senato della Repubblica per il PLI.